# Omri Sharon
Omri Sharon (Hebreeuws: עמרי שרון) (geboren 8 augustus 1964) is de zoon van de voormalige Israëlische premier Ariel Sharon (overleden 2014) en ook zelf een voormalig politicus.
Hij was van 2003 tot 2006 parlementslid in de 16e Knesset namens de Likoed, maar stapte eind 2005 over naar Kadima, de door zijn vader opgerichte politieke partij. Als parlementariër zette hij zich vooral in voor milieuzaken. Hij nam op 5 januari 2006 ontslag uit de Knesset vanwege een gevorderd onderzoek naar zijn financiële transacties.
Omri Sharon werd op eigen bekentenis schuldig bevonden in een corruptiezaak aangaande een verkiezingscampagne van zijn vader. Hij kreeg negen maanden onvoorwaardelijke gevangenisstraf, negen maanden voorwaardelijk en een forse boete. Het uitzitten van de straf werd uitgesteld vanwege de gezondheidssituatie van zijn vader en later teruggebracht tot zeven maanden waarvan hij er vijf daadwerkelijk moest uitzitten in de Maasiyahu Gevangenis, een gevangenis van de lichtste categorie te Ramla.